# Igor Pilipienko
Igor Pilipienko (ros. Игорь Пилипенко) – radziecki kolarz torowy, srebrny medalista mistrzostw świata.

## Kariera
Największy sukces w karierze Witalij Pietrakow osiągnął w 1978 roku, kiedy wspólnie z Władimirem Osokinem, Witalijem Pietrakowem i Wasilijem Ehrlichem zdobył srebrny medal w drużynowym wyścigu na dochodzenie amatorów podczas torowych mistrzostw świata w Monachium. Był to jedyny medal wywalczony przez Pilipienkę na międzynarodowej imprezie tej rangi. Nigdy nie startował na igrzyskach olimpijskich.